# Băneasa, Teleorman
Băneasa este un sat în comuna Salcia din județul Teleorman, Muntenia, România. Se află în partea de vest a județului, în Câmpia Găvanu-Burdea. La recensământul din 2002 avea o populație de 1.093 locuitori.

## Monumente istorice
La SE de sat, nu departe de șoseaua Turnu Măgurele - Roșiorii de Vede, arheologii au descoperit în punctul numit "La Cetate" un  castru datând din epoca romană (secolele II - III d. Hr.). Castrul roman de la Băneasa are statut de monument istoric (cod:TR-I-s-B-14188).
| Număr | Monument                               | Datare       | Cod             |
| ----- | -------------------------------------- | ------------ | --------------- |
| 1.    | Conacul Lucian Bildirescu              | 1850         | TR-II-m-B-14278 |
| 2.    | Moara                                  | sec. XIX     | TR-II-m-B-14279 |
| 3.    | Școala veche                           | 1900         | TR-II-m-B-14280 |
| 4.    | Casa cu prăvălie Mihai Ionescu         | 1900         | TR-II-m-B-14283 |
| 5.    | Casa Stanca Ciulacu, azi Marius Cârjan | 1900         | TR-II-m-B-14284 |
| 6.    | Casa Costică Nicolescu                 | 1904         | TR-II-m-B-14285 |
| 7.    | Casa Maria Guinea                      | sec. XIX     | TR-II-m-B-14286 |
| 8.    | Ansamblul rural "Str. Principală"      | sec XIX - XX | TR-II-a-B-14282 |

## Personalități
- Marin Florea Ionescu (n. 1899 la Băneasa – d. 1967), activist ilegalist și demnitar comunist